# Megommatocythere
Megommatocythere is een geslacht van uitgestorven kreeftachtigen uit de klasse van de Ostracoda (mosselkreeftjes).

## Soorten
- Megommatocythere denticulata (Esker, 1968) Bassiouni & Luger, 1990 †
- Megommatocythere hariaensis Colin & Oertli, 1982 †
- Megommatocythere latereticulata Bassiouni & Luger, 1990 †
- Megommatocythere praecursor Colin & Oertli, 1982 †